# Biurowiec przy Rynku 9–11 we Wrocławiu
Biurowiec przy Rynku 9-11 (niem.: Städtische Sparkasse czyli Miejska Kasa Oszczędności) – budynek biurowy na wrocławskim Rynku, dawniej Banku Zachodniego WBK (obecnie Santander Bank Polska), jeden z pierwszych wieżowców Wrocławia.
Obecny budynek znany jako siedziba Banku Zachodniego WBK został wzniesiony w latach 1930-1931 w miejsce dwóch wyburzonych kamienic nr 9 i 10-11.

## Historia kamienic i ich architektura

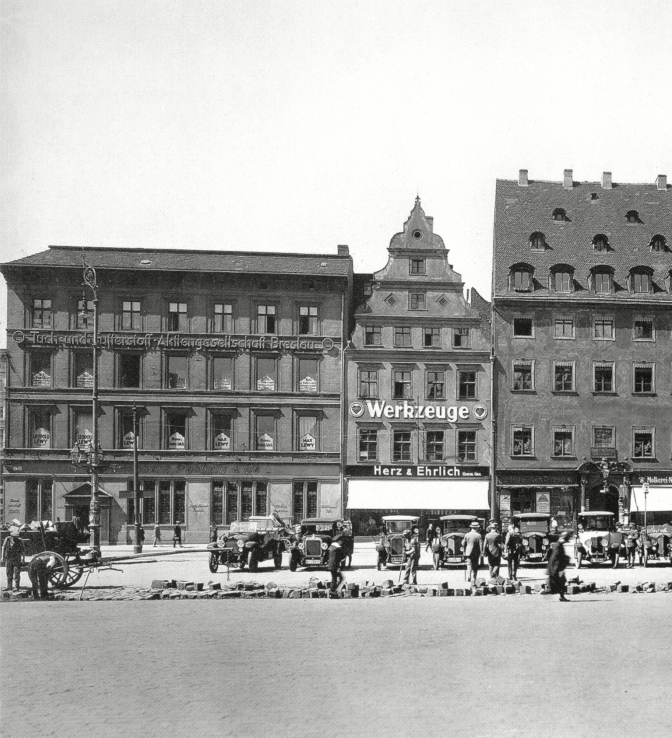
Kamienice nr 9 i 10/11 przed ich wyburzeniem pod budowę gmachu Miejskiej Kasy Oszczędności

### Kamienica nr 9
Kamienica nr 9 miała późnogotycki rodowód. Była to ostatnia posesja ciągnąca się do zatylnej parceli na ulicy Kiełbaśniczej. W części frontowej zachowały się relikty przedproża z XIII wieku. Przed 1368 rokiem do kamienicy dołączono tylne oficyny. Pod koniec XVI wieku była to murowana, trzykondygnacyjna kamienica z czterokondygnacyjnym szczytem (według Czernera tych kondygnacji było trzy). Okna na drugiej i trzeciej kondygnacji miały obramienia ozdobione motywami kwadratów i prostokątów. Poszczególne kondygnacje szczytu były od siebie rozdzielone gzymsami. Druga kondygnacja szczytu miał jedno okno w osi i dwa okna rombowe po bokach, trzecie okno w osi fasady, a na czwartej znajdowało się okrągłe małe okienko. Pod koniec XIX wieku, przebudowie poddano część parterową gdzie, nie zważając na historyczny układ fasady, wmontowano w nadprożach dwie oszklone witryny z logo sklepu; na parterze, swój salon sprzedaży posiadała firma handlującą narzędziami "Herz & Ehrlich" założona w 1846 roku. Drugi jej salon znajdował się w przyrynkowej kamienicy nr 25.

#### Właściciele i postacie związane z kamienicą
W latach 1364–1436 kamienica była własnością rodziny Glesel (Gläsen). W 1436 nowym właścicielem posesji został Thomas Vogel, ale nie ma jasności czy w drodze sprzedaży. Vogel wywodził się z kręgów patrycjatu; w latach 1439-1453 był trzynastokrotnie wybierany na ławnika lub rajcę. Trudnił się kupiectwem (posiadał komory w sukiennicach), był właścicielem ziemskim, rentierem. Zmarł w 1455 roku, a cały majątek przejęła jego żona Agnes i późniejszy jej drugi mąż Kasper Kober. Kober również był ławnikiem lub rajcą wybieranym na tę funkcję w latach 1466-1474; zmarł w 1474 piastując funkcję seniora rady.
Do 1486 roku właścicielami lub współwłaścicielami kamienicy byli spadkobiercy Agnes i Kaspra; dzieci z pierwszego jak i drugiego małżeństwa oraz Hans Utman. Nieznana jest data uzyskania praw do posesji nr 9 przez Utmana. Od 1481 był on obywatelem Wrocławia a od 1478 znajdował się na liście Bractwa Ducha Świętego w Rzymie jako mieszczanin wrocławski. Był kupcem utrzymującym stosunki handlowe na Węgrzech, gdzie utrzymywał faktora w Budzie; od 1482 roku był dzierżawcą Maślic Małych. W 1486 roku jego majątek został zajęty przez sąd a powodem były liczne roszczenia jego wierzycieli. Utman zignorował nakaz sądowy, zerwał pieczęcie ze skrzyń, za co został ścięty. W lutym tego samego roku prawa własności do kamienicy zostały przeniesione na Sebalda Sauermanna i Hansa Kluge. Ten pierwszy był potentatem na rynku czynszów i nieruchomości: w latach 1469-1473 był właścicielem kamienicy przy Rynku nr 14, w latach 1493-1500 kamienicy przy Rynku nr 35 a w latach 1499-1501 kamienicy przy Rynku nr 49, a od 1472 Kamienica przy Rynku 12. Sebald Sauermann był obywatelem Wrocławia od 1466 roku. Pochodził z Gefrees we Frankonii, z korzeniami związanymi z Norymbergą. Jako kupiec utrzymywał kontakty z Węgrami, Małopolską i Łużycami. W 1492 roku otrzymał cesarskie przywileje herbowe. Od 1486 do 1507 roku był dwudziestodwukrotnie wybierany na ratusz osiągając drugie miejsce w ławie i trzecie w radzie. W latach 1485–1486 i 1493-1497 był witykiem kościoła Św. Elżbiety a w 1499 prowizorem szpitala Św. Trójcy.
W 1486 obaj udziałowcy sprzedali kamienicę Hansowi Mehelerowi, który zapłacił za nią połowę ceny, a druga połowa została rozłożona na raty. Mehel (Mehl) otrzymał obywatelstwo w 1486 roku. Był kupcem; posiadał komorę w sukiennicach, posesję w Nowym Mieście oraz kilka rent. Zmarł 2 marca 1498 roku, a jego potomkowie zrobili „świetlaną karierę po 1505 roku”.

### Kamienica nr 10
Kamienica nr 10 zwana również jako Kamienica Pod Złotym Krzyżem była w 1740 roku trzykondygnacyjnym budynkiem z czterokondygnacyjnym szczytem o gotyckim rodowodzie, o czym świadczy skrajnie usytuowany portal. W 1837 roku budynek, wraz z kamienicą nr 11, został zburzony a w jego miejsce wzniesiono powiększony dom z wejściem na osi i z wielobocznym dziedzińcem na dawnej działce nr 10. Nowy budynek był czterokondygnacyjny z płaskim dachem mansardowym.

#### Właściciele i postacie związane z kamienicą
Od 1388 do 1421 kamienica znajdowała się w posiadaniu rodziny Riemer. W latach 1421–1425 właścicieli było kilku: Thomas Strachewicz (1421), rodzeństwo Hans i Kunze Steinkeller (1422-1425), Caspar Gleser (1425). W 1425 roku samodzielnym właścicielem kamienicy został Matthias Nosag, właściciel posesji przy ulicy Ruskiej. Po 1435 roku Nosag zainwestował w słodownię i kilka domów z uprawnieniami karczmarskimi, przez co czerpał dochody ze słodownictwa, piwowarstwa, wyszynku i wynajmu. Od 1436 roku był właścicielem słodowni znajdującej się przy ulicy Świdnickiej, koło kościoła św. Doroty. W 1446 roku kamienica została sprzedana kupcowi Matthiasowi Jentsch a po jego śmierci w 1456, odziedziczyły ją jego dzieci a w rzeczywistości, z powodu braku ich pełnoletności, ich opiekun kupiec Peter Rothe. W latach 1454–1464 zasiadał on wielokrotnie na Ratuszu w radzie, pełnił funkcję seniora i pierwszego ławnika. Pod jego kuratelą kamienica znajdowała się do 1464. Od 1465 roku rządy nad kamienicą przejęła córka Matthiasa Jentsch, która wraz z mężem Hansem Rotenbergiem sprzedała ją w 1467 roku. W rękach nowego nabywcy, Nicolausa Rindleischa, posesja znajdowała się przez kolejne trzy lata.
W 1470 roku kamienicę nabył kupiec Hans Aislinger. Pochodził on z Lauingen (Szwabia), zajmował się handlem. Już cztery lata później zlikwidował całe zadłużenie obciążające kamienicę (7 grzywien czynszu). Po jego śmierci (około 1497 roku), cały majątek dziedziczył jego syn o tym samym imieniu.

### Kamienica nr 11
Kamienica narożna miała szerokość 12 metrów. Jej pierwsza poważniejsza przebudowa miała miejsce na przełomie XV i XVI wieku. W XVIII wieku miała wygląd czterokondygnacyjnej kamienicy barokowej ze szczytem o trójkątnym tympanonie, otoczony zdwojonymi pilastrami i podwiniętymi wolutami. W 1837 roku budynek, wraz z kamienicą nr 10, został zburzony a w jego miejsce wzniesiono powiększony dom z wejściem na osi i z wielobocznym dziedzińcem na dawnej działce nr 10. Nowy budynek był czterokondygnacyjny z płaskim dachem mansardowym.
W latach 1873 -1875 w kamienicy swoją siedzibę miała księgarnia "Priebatsch’s Buchhandlung" Leopolda Priebatscha.

#### Właściciele i postacie związane z kamienicą
Niewielka działka narożna, na której znajdowała się kamienica, przez niemal cały XIV wiek należała do przedstawicieli pospólstwa. W latach 1396–1421 zajmowała ją rodzina Schererów, prawdopodobnie trudniąca się piwowarstwem. Około 1426 roku właścicielem posesji został Konrad Kunze, wytwórca łuków i kusz, uprzedni właściciel w latach 1424-1426 kamienicy nr 44 na północnej pierzei Rynku. Od 1441 do 1445 kamienice zajmowali prawdopodobnie jego spadkowicze: tkacz wełniany Hans Wescher (1441) oraz Erhard i Christoph Eger (1441-1445). Dopiero od 1445 kamienica na dłużej trafiła w ręce jednego właściciela - Hansa Koppersmeda. Posesja w jego rękach a następnie jego spadkobierców, żony Barbary i córki Urszuli, znajdowała się do 1468 roku. Kolejnymi właścicielami posesji byli Hanns Prewtsch (1468-1472), Hanns Stregener (1468) oraz Bartholomeus Hertill (1484).
Od 1497 roku właścicielem kamienicy został Christoph Rindfleisch, syn Hansa Rindfleischa jednego z najbogatszych kupców wrocławskich, który okrył się niesławą za wykonanie wyroku śmierci na rabusiu, który go uprzednio napadł. Rodzinną siedzibą Rindfleischów była od 1494 roku Kamienica Pod Złotym Orłem znajdująca się pod numerem 4.
Christoph był właścicielem dwóch komór w sukiennicach i wielu nieruchomości; handlował z Łużycami, Małopolską i Węgrami. Jego osoba wraz z dwiema żonami została uwieczniona na epitafium z 1505 roku na elewacji kościoła Św. Elżbiety. Było ono wzorowane na rzeźbach Wita Stwosza i przedstawia Boga Ojca siedzącego na tronie, przed którym klęczący Jezus i Maria polecają przedstawionych poniżej Krzysztofa oraz jego żony. Zmarł w 1508 roku.

## Historia gmachu Miejskiej Kasy Oszczędności
W 1930 roku rozpoczęto budowę siedziby Miejskiej Kasy Oszczędności. Nowy budynek powstał na podstawie projektu wyłonionego w zamkniętym konkursie z 1929 roku, autorstwa Henricha Rumpa. Konkurs na nowoczesną siedzibę Miejskiej Kasy Oszczędności był pierwszym tego typu przedsięwzięciem finansowanym przez władze miejskie ówczesnego Wrocławia. Zwycięski projekt wpisywał się w ówczesne poglądy na architekturę nowoczesną, modernistyczny styl oraz nowatorskie projekty urbanistyczne i fascynacje nowojorskimi wieżowcami radcy budowlanego Wrocławia, Maxa Berga, twórcy m.in. Hali Stulecia.
W 1930 roku rozpoczęto budowę pierwszego wieżowca we Wrocławiu. Miał to być gmach o dwóch przenikających się bryłach: dziesięciokondygnacyjnej i trzynastoosiowej od strony Rynku oraz siedmiokondygnacyjnej i czternastoosiowej od strony pl. Solnego. Budynek posiadał dwukondygnacyjną piwnicę, w której umieszczono skarbiec. Żelazobetonowa konstrukcja budynku usztywniona była stropami Ackermanna i monolitycznym ścianami. Elewacja została pokryta wapieniem muszlowym. Najwyższa kondygnacja, w której znajdowała się kawiarnia, była cofnięta w stosunku do elewacji i pokryta niklowaną stalą.
Wejście główne znajdowało się od strony Rynku. Ozdobione było podwójnym portalem pokrytym wypukłymi, wzorowanymi na znanych ze sztuki egipskiej, reliefami w stylu art déco autorstwa Gustava Adolfa Schmidta. Przedstawiały różne sceny, głównie związane z apoteozą oszczędzania: z obiegiem pieniądza, ze sposobami jego zarabiania i ich wpływem na życie codzienne. Powyżej portalu umieszczony został relief ze stylizowanym herbem Wrocławia: elementy składowe herbu zostały rozbite na pięć części ułożonych w pionie, jedna pod drugą, a pod nimi umieszczono datę (1930-1931) i sygnaturę architekta.
Wnętrze budynku były również ozdobione w stylu modernistycznym: sala operacji bankowej znajdowała się na dwóch kondygnacjach (parterze i I piętrze) i oświetlona została oknami, wygiętą przeszkloną ścianą od strony północnej oraz plafonem. W sali znajdowały się filary podtrzymujące emporę, co miało nawiązywać do architektury okrętu. Na wyższe kondygnacje można było dostać się schodami oraz czterema windami, w tym windą typu paciorkowego z dwudziestoma kabinami, zachowaną i czynną do dnia obecnego. Według Wojciecha Chądzyńskiego jest to jedna z trzech w Polsce zachowanych tego typu wind i jedna z niewielu na świecie.
W 1940 roku został opracowany projekt przebudowy budynku banku oraz części zachodniej pierzei Rynku i całą północną pierzeję pl. Solnego. Jego autorem był radca budowlany magistratu Rudolf Stein. Zgodnie z projektem budynek miał zostać obniżony do piątej lub szóstej kondygnacji i pokryty stromym dachem. Z powodu II wojny światowej projekt nie został zrealizowany.
Po II wojnie światowej w budynku swoją siedzibę miał Bank Zachodni, później funkcjonujący pod nazwą Bank Zachodni WBK oraz Santander Bank Polska. W 2018 biurowiec został sprzedany.